# Bathypolypodinae
Sous-famille
Les Bathypolypodinae sont une sous-famille de céphalopodes de l'ordre de octopodes (les octopodes sont des mollusques à huit bras et sont communément appelés pieuvres).
Cette sous-famille a été créée par Guy Coburn Robson (1888-1945) en 1929.

## Liste desgenres
- Bathypolypus Grimpe, 1921
- Benthoctopus Grimpe, 1921
- Grimpella Robson, 1928
- Teretoctopus Robson, 1929